# Felipe Aguilar
Felipe Aguilar Mendoza (Medellín, 20 de janeiro de 1993) é um futebolista colombiano que atua como zagueiro.
Atualmente defende o Deportivo Cali.

## Carreira
Aguilar fez parte do elenco da Seleção Colombiana de Futebol nas Olimpíadas de 2016.
Em 2018, participou de 41 jogos e foi o melhor passador do Campeonato Colombiano.
Em janeiro de 2019, chegou ao Santos por US$ 2 milhões, com contrato válido por quatro anos. Disputou 39 jogos, marcou 1 gol, mas perdeu espaço em 2020.
Em março de 2020, foi contratado pelo Athletico, que pagou R$ 10 milhões por 50% dos direitos econômicos do jogador, se tornando a contratação mais cara da história do clube naquele momento.
Fez apenas 23 jogos com a camisa rubro-negra. A última vez que esteve em campo pelo clube foi em 24 de maio de 2021, diante do Paraná, pelo estadual.
Disputou a temporada 2021-22 por empréstimo pelo Atlético Nacional, onde se machucou e foi pouco aproveitado, atuando em 27 jogos.
No segundo semestre de 2022, foi emprestado ao Lanús, da Argentina. No começo de julho de 2023, renovou o empréstimo com Lanús até a metade de janeiro de 2024. Pelo time grená, fez 20 jogos e foi titular em 14 deles entre 2022 e 2023. Porém, em agosto do mesmo ano, a pedido do Furacão, retornou para ser utilizado pelo técnico interino Wesley Carvalho, já que Pedro Henrique se lesionou.
Em 10 de agosto de 2023, foi emprestado ao Independiente, da Argentina, por um ano e meio (até março de 2025), com opção de compra.

## Títulos
Atlético Nacional
- Campeonato Colombiano: 2017
- Copa Colômbia: 2016, 2018
- Superliga da Colômbia: 2016 , 2023
- Copa Libertadores da América: 2016
- Recopa Sul-Americana: 2017
- Florida Cup: 2018

Colombia Sub-20
- Campeonato Sul-Americano de Futebol Sub-20: 2013